# Five Ten
Five Ten — немецкий производитель обуви для катания на велосипедах, скалолазания и пешего туризма. Был основан в Калифорнии в 1985 году Чарльзом Коулом. Five Ten стал одним из самых продаваемых производителей обуви для скалолазания во всем мире. В ноябре 2011 года Adidas приобрел компанию за 25 миллионов долларов.

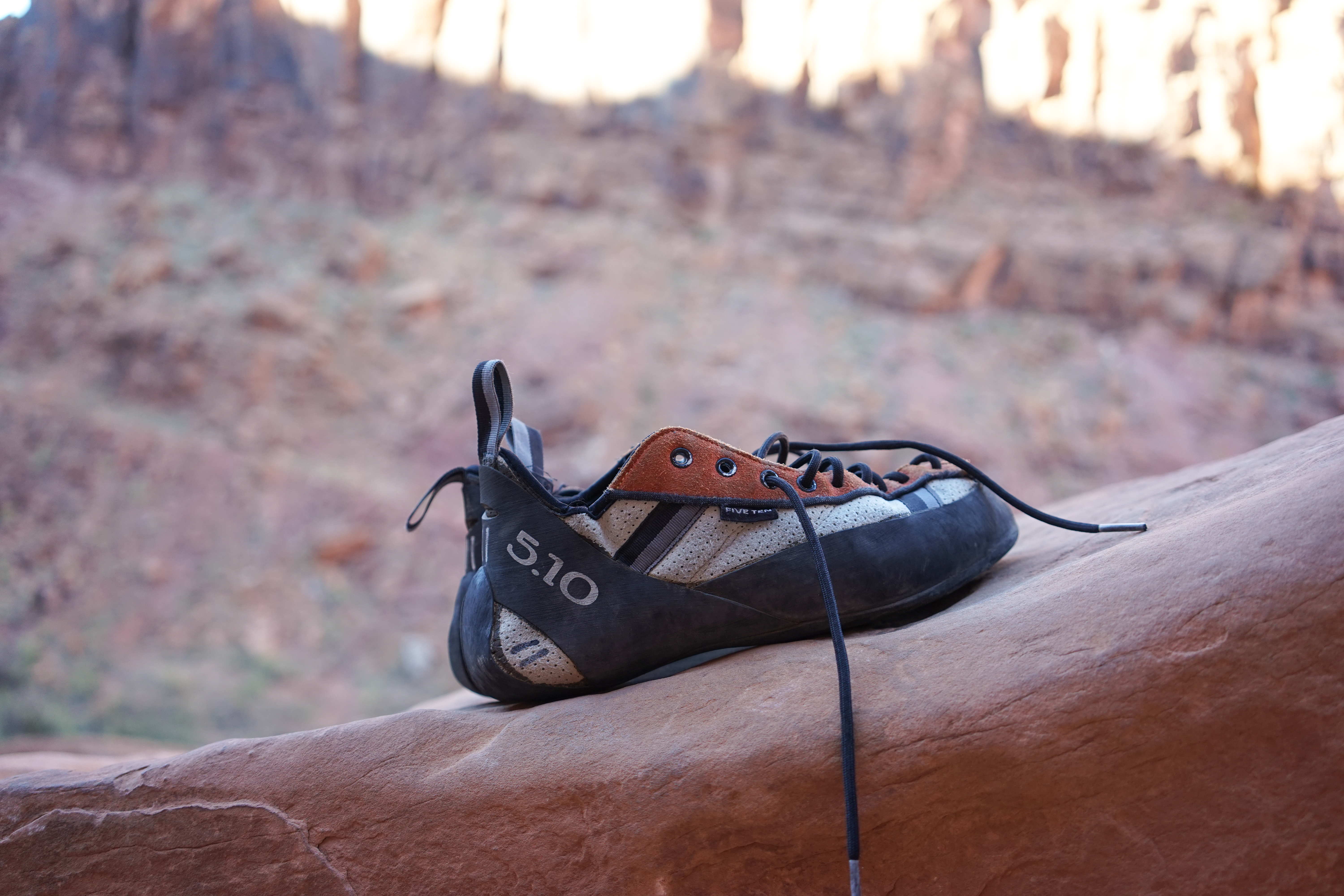